# Guadeloupes fotbollsförbund
Guadeloupes fotbollsförbund, officiellt Ligue Guadeloupéenne de Football, är ett specialidrottsförbund som organiserar fotbollen på Guadeloupe.
Förbundet grundades 1928 och gick blev fullvärdiga medlemmar i Concacaf 2013. Förbundet är inte anslutet till Fifa men använder landskoden GLP i officiella sammanhang. Guadeloupes fotbollsförbund har sitt huvudkontor i staden Pointe-à-Pitre.